# Miribel, Ain

Miribel este o comună în departamentul Ain din estul Franței.